# Vuurtorens van Kaapduinen

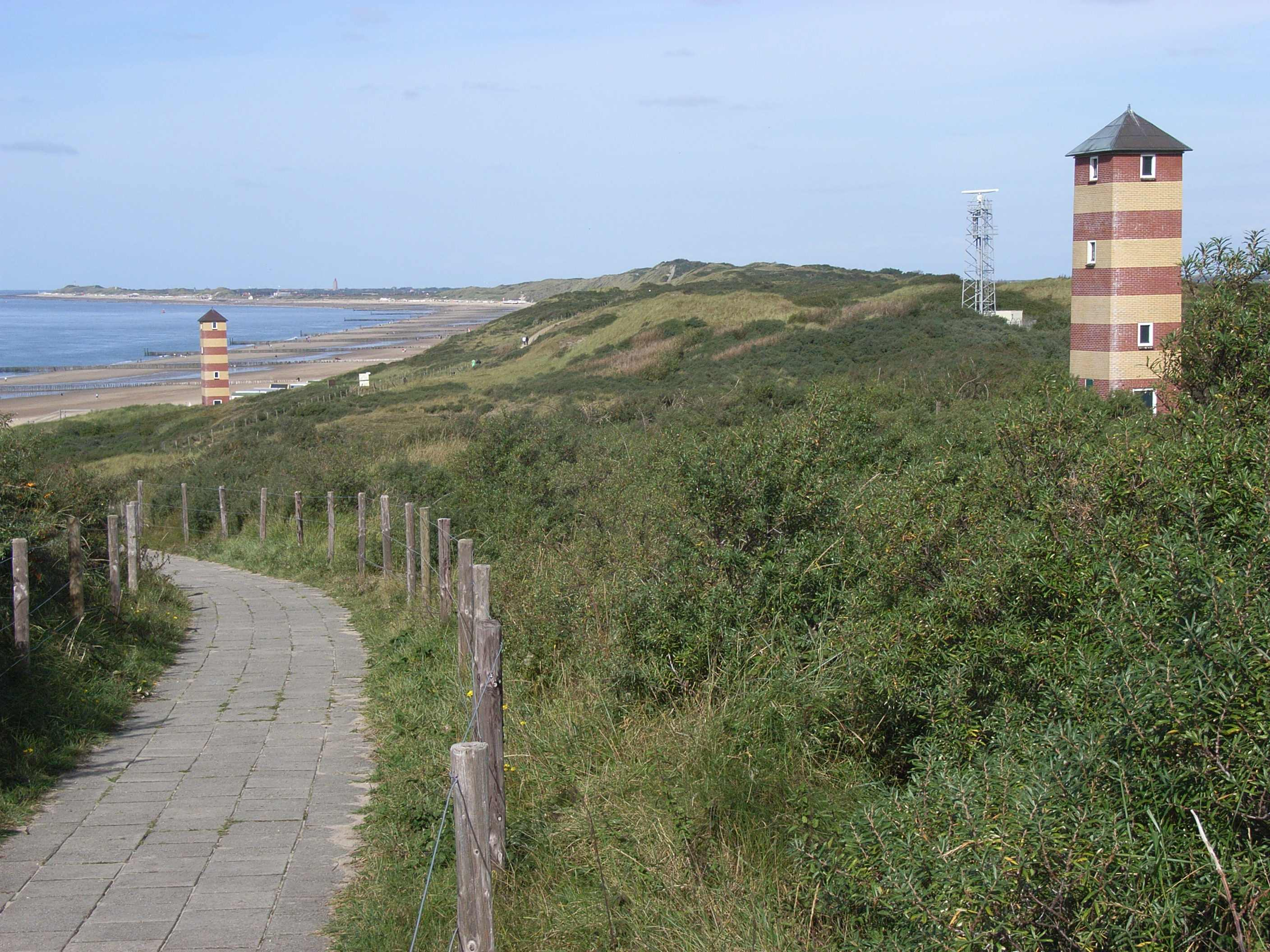

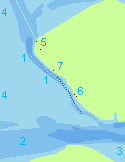
1. Oostgat
2. Wielingen
3. Westerschelde
4. Noordzee
5. Westkapelle met 2 vuurtorens en lichtlijn
6. Vuurtorens van Kaapduinen met lichtlijn
7. Lichtlijn van de lichtopstand Zoutelande in rood

De vuurtorens van Kaapduinen zijn twee vuurtorens in de duinen bij Dishoek in de Nederlandse provincie Zeeland. De twee torens vormen samen een lichtlijn in noordwestelijke richting om schepen veilig door de vaargeul van het Oostgat te loodsen. De lichtopstanden dragen de namen Kaapduinen Hoog en Kaapduinen Laag.
Ze staan samen achter elkaar op één lijn met de vaargeul. De toren van het hoge licht heeft een hoogte van 12,6 meter en de toren van het lage licht 13,8 meter. Beide hebben een vierkante vorm, opgetrokken in baksteen met een tentdak en zijn horizontaal gestreept met banen van geel en rood. Deze torens zijn gebouwd in 1950-1951, maar de lichtlijn werd reeds in 1866 ingesteld. De torens hebben geen lichthuis, maar laten de lichtlijn schijnen door een raam boven in de torens. De 2 torens geven wit licht, hebben een lichthoogte van 36 (hoog) en 27 meter (laag) boven zeeniveau en het licht van beide toren reikt 13 zeemijlen.

## Coördinaten
De coördinaten van de twee lichtopstanden zijn:
- Hoge licht: 51° 28′ 24″ NB, 3° 31′ 8″ OL
- Lage licht: 51° 28′ 28″ NB, 3° 30′ 59″ OL